# Ferriperböeit-(Ce)

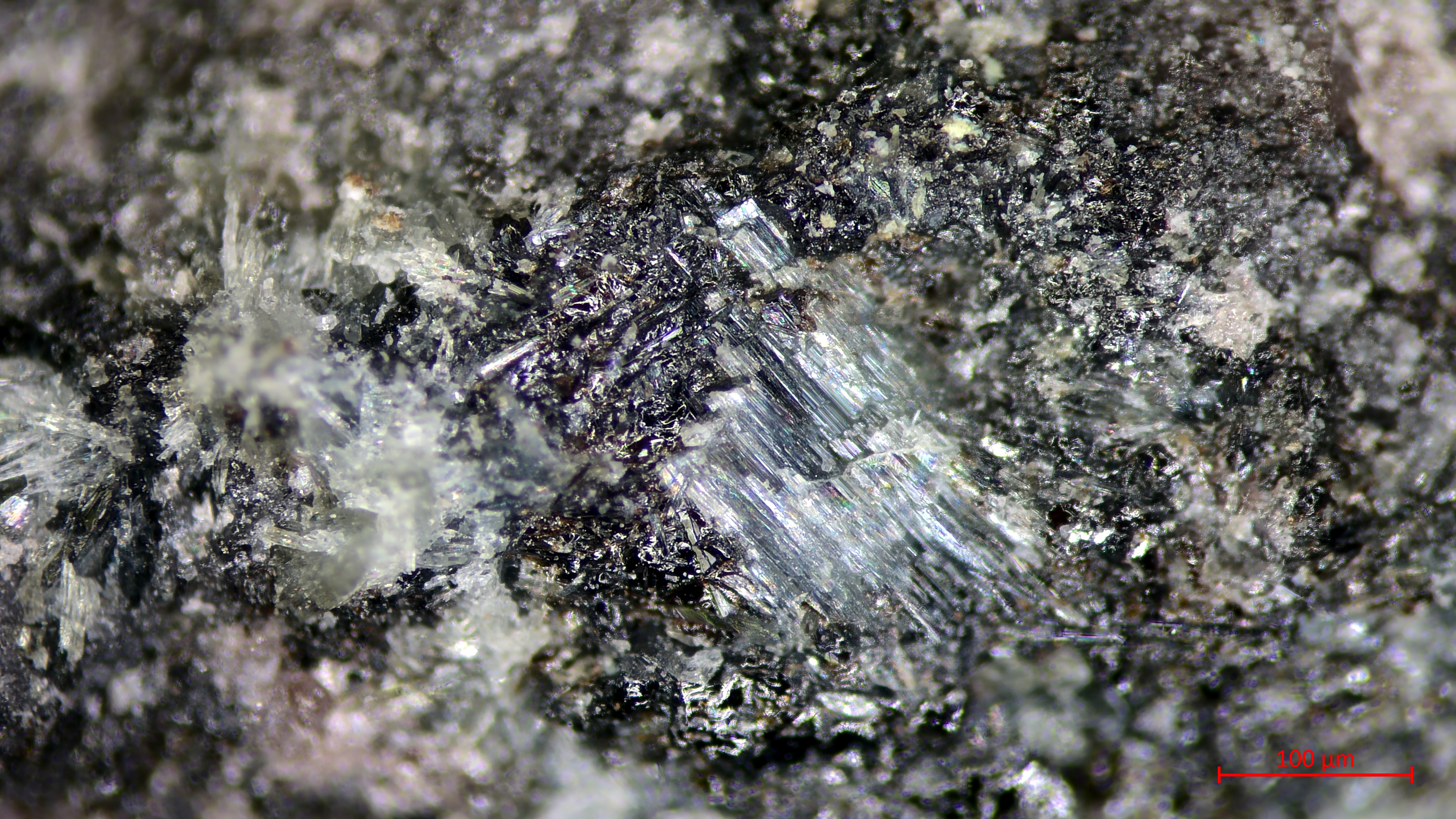

Ferriperböeit-(Ce) är ett sällsynt mineral med den kemiska idealformeln CaCe3(FeIIIAl2FeII)[Si2O7][SiO4]3O(OH)2 som hittades första gången vid Nya Bastnäsfältet, Riddarhyttan, Skinnskattebergs kommun i Västmanlands län.
Mineralet förekommer som brunsvarta subhedrala till kortprismatiska monoklina kristaller. Den maximala kristallstorleken är 500 µm. Lystern är glasartad. Ferriperböeit-(Ce) förekommer tillsammans med tremolit, cerit-(CeCa), ferriallanit-(Ce) samt ibland mindre mängder av törnebohmit-(Ce), bastnäsit-(Ce), kopparkis, vismutglans, brochantit och håleniusit-(Ce).